# 杉浦弘子
杉浦 弘子（すぎうら ひろこ、1953年5月15日 - ）は、日本の映画監督、プロデューサー、プランナー。ドキュメンタリー番組を数多く手掛ける。またイベント等、メディア、ジャンルを超えた活動を行っている。神奈川県出身。
1973年女子美術短期大学油絵科卒業。テキスタイルデザイナーを経て、東京版画研究所で銅版画を学ぶ。1984年、株式会社ボスの前身・東京トランスメディアにて映像企画に携わる。1988年より株式会社ボスにて映像・イベント制作。

## TV企画・プロデュース作品
- メッシュシティ「生テレビ東京探検」（テレビ東京）
- 日立テレビシティ「女優・吉永小百合」（TBS）
- ドキュメンタリードラマ「黄金街道～スパイスとロマンを求めた男たち～」（日本テレビ）
- 「テレビムック・大学いも論争」（日本テレビ）
- 「BSドキュメンタリー　八方財神　商いは広州にあり」（NHK-BS1）
- 「アジアHWO’S HWO」（NHK-BS1）
  - 「インドをソフト大国に」ディワング・メータ（NASCOM代表・インド）
  - 「魚と目が合うカメラマン」マイケル・ロー（写真家・マレーシア）他
- 「Checkアジカル」（NHK-BS1、2012年）

## 企画立ち上げ
- 「街道てくてく旅」（NHK-BSハイビジョン、2005年 - 2010年）
- 「BSデジタル号が行く！ブルートレイン九州1周の旅」（NHK-BS1、2010年）

## ドキュメンタリー映画作品
- 「ぬくめどり」～鷹匠の世界～（2014年）
- 「棘」～ひとの痛みは己の痛み。武建一～（2019年）

## イベント企画運営
- 「環伊勢湾交流の未来」（NHKエデュケーショナル共同制作）
- 「街道と街づくりin八王子」（NHKエデュケーショナル共同制作）
- 「今、よみがえる『古事記』　口語訳古事記完全版を語る」東京都庭園美術館